# Taylor Vixen

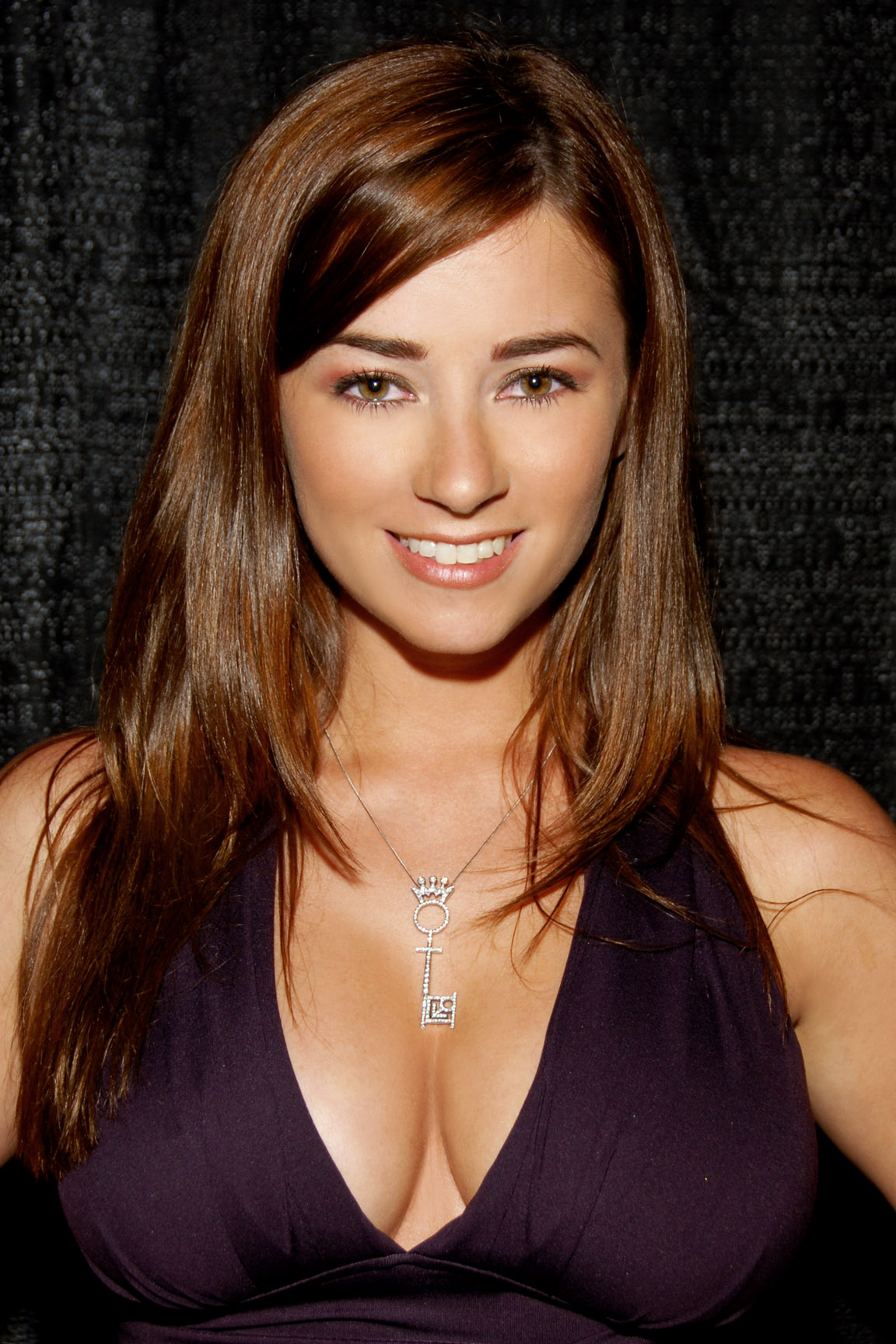
Taylor Vixen beim F.A.M.E. Award 2010

Taylor Vixen (* 25. Oktober 1983 in Dallas, Texas als Jessica Michele Hatfield) ist eine US-amerikanische Pornodarstellerin und Model.

## Karriere
Taylor Vixen begann 2009 mit dem Dreh ihrer ersten Filme und war nebenbei auch als Model aktiv.
Im September 2009 erschien sie auf dem Cover des Penthouse-Magazins und wurde zum Pet of the Month gekürt. Ein Jahr darauf wurde sie schließlich Penthouse Pet of the Year.
Sie hat unter anderen für Penthouse, Twistys, Vivid, Brazzers und Reality Kings gearbeitet. Außerdem trat sie unter anderen in der Naughty Show auf Comedy Central und der Howard Stern Show auf.

## Filmografie (Auswahl)
- 2009: Women Seeking Women 55
- 2009: All Night at the DDD Diner
- 2009: Pussy Eating Club 2

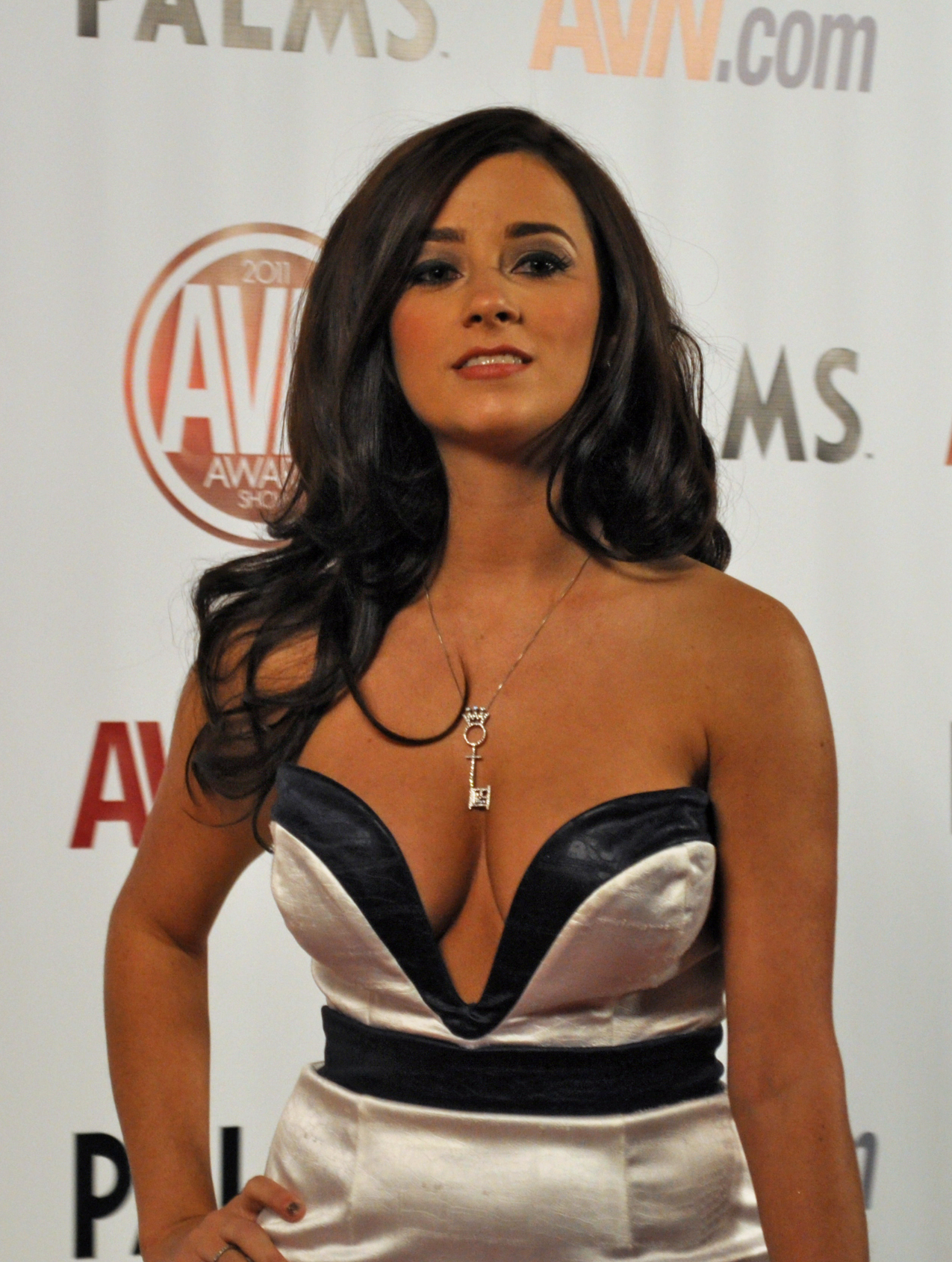
Taylor Vixen beim AVN Award 2011

- 2009: The Sex Files – A Dark XXX Parody
- 2009: Barely Legal 95
- 2009: Big Naturals 12
- 2009: Presoak and Suck
- 2010: Asian Eyes
- 2010: Fixin' her Vixen
- 2010: Girls Love Girls
- 2010: Girls Who Want Girls
- 2011: Big Boobie Painting
- 2011: Bikini and Heels
- 2011: Dress Up Time
- 2011: Good Benefits
- 2011: Natural
- 2012: Camping For Orgasms
- 2012: Casting Couch Cunt
- 2012: Whipped Ass 19545
- 2013: Gettin' deep
- 2013: Insert Cock Here
- 2013: On My Own
- 2013: Taylor Busts Out In Portugal
- 2013: Taylor in Light Blue Lingere
- 2013: Taylor Vixen Live
- 2014: Taylor Vixen Solo
- 2015: Bathtime with Taylor
- 2015: Boobies
- 2015: Foxy Lady
- 2015: Girls Love Boobs
- 2015: Hardcore Starlet
- 2015: Help Me Relax Baby Touch Me
- 2015: My First Girlfriends
- 2015: She Fuckin' Loves It
- 2015: Taylor's Glass Toy
- 2016: Craving Her
- 2016: Getting Dirty 1
- 2016: Penny and Shane Blair Fool Around
- 2016: Taylor Exposed
- 2019: My Mom's Best Friend 2
- 2020: Aff's Guide to Getting Girls 5
- 2020: I Want To Fuck You Too

## Auszeichnungen und Nominierungen
- 2009: Penthouse Pet of September
- 2010: Penthouse Pet of the Year
- 2012: AVN Award – Best Solo Sex Scene, On My Own: Brunette Edition (nominiert)
- 2013: AVN Award – Best Girl/Girl Sex Scene, Lush 2 (nominiert)
- 2013: Sex Awards – Porn's Best Body (nominiert)
- 2013: XBiz Award – Best Scene – All-Girl, Taylor Vixen's House Rules, Sorority Edition (nominiert)
- 2014: XBiz Award – Girl/Girl Performer of the Year (nominiert)